# Hiroshi Hase
Hiroshi Hase (jap. 馳浩 Hase Hiroshi; ur. 5 maja 1961 w Oyabe) – japoński zapaśnik w stylu klasycznym i polityk. Olimpijczyk z Los Angeles 1984, gdzie zajął dziewiąte miejsce w kategorii 90 kg.
Po zakończeniu kariery amatorskiej walczył w zawodowych walkach All Japan Pro Wrestling.
W późniejszym czasie zajął się polityką, był m.in. parlamentarzystą z ramienia Partii Liberalno-Demokratycznej. W październiku 2015, w rządzie Shinzō Abe objął stanowisko Ministra Edukacji, Kultury, Sportu, Nauki i Technologii.